# Nematogobius brachynemus
Nematogobius brachynemus är en fiskart som beskrevs av Pfaff, 1933. Nematogobius brachynemus ingår i släktet Nematogobius och familjen smörbultsfiskar. Inga underarter finns listade i Catalogue of Life.